# 左耳终结
左耳终结，是作家饶雪漫的青春爱情小说。该书继《左耳》之后的终结版，最早2006年于当代世界出版社出版发行。

## 故事概要
该书讲承接上部《左耳》李珥（木子耳）、吧啦和张漾、许弋、黑人、尤他等青少年之间复杂的爱情故事，加入了新角色夏米米和夏吉吉。

## 全书主旨
该书为饶雪漫“青春疼痛系列之四”，叙述了青春期男生女生成长、痛苦和欢乐以及他们之间的爱情故事。该书表达了作者对于青春期爱情的理解和诠释，正如书中名句所言：“如果你爱他，就要告诉他。爱一个人，就可以为他做一切的。”书中描绘了一群青年男女纵然伤痕累累，依然奋不顾身且永远笑容甜美的生活姿态，他们都在被人爱、爱人，在伤害别人，同时也被伤害，他们遭遇亲属死亡、家庭破裂，但是他们始终乐观向上永远直前，做幸福的孩子。该书比第一部的视觉显示更加成熟，书中角色已经度过三年高中考上了大学，更加侧重于描写他们为了自己的幸福而拼搏、付出的历程。

## 主要人物
- 李珥（木子耳）。表哥：尤他。爱情归宿：张漾。幼年做过心脏手术，左耳听力不好，为人善良而倔强，是吧啦的好友。
- 张漾。亲属：母亲也是许弋的后母。爱人：吧啦，吧啦死后，是李珥。英俊潇洒的一个男子，因父母离婚而遭受心灵创伤，后浪子回头。
- 尤他。表妹：李珥。一个热爱学习成就优秀的好学生，爱上过没有血缘关系的表妹李珥。
- 许弋。爱人：吧啦、李珥、夏米米。许弋是一个单纯的人，起初爱上吧啦，吧啦死后爱上李珥和夏米米，夏米米被姜皎害死之后，在酒吧制造大伙和姜皎同归于尽。
- 姜皎。爱人：许弋。姜皎在书中是一个反面角色，他是许弋的初恋，后来又爱上张漾，成为歌星后害死夏米米，死于许弋制造的酒吧大火。
- 夏米米。姐姐：夏吉吉。爱人：许弋。歌手，因为爱上许弋而被情敌姜皎设计害死。
- 夏吉吉。妹妹：夏米米。爱人：张漾。歌手夏米米的姐姐，曾爱上过张漾，看到张漾和李珥两人幸福的在一起选择了默默退出。

## 书中曲目
- 《左耳听见》
- 《李珥的歌》